# ウィル・サッソー
ウィル・サッソー（Will Sasso,  1975年5月24日 - ）は、カナダ出身の俳優、コメディアンである。

## 来歴
1975年、カナダのブリティッシュコロンビア州でイタリア系の家系に生まれる。15歳からキャリアをスタートさせ、カナダのテレビシリーズなどに出演して実績を積んでいった。その後は活動の場をアメリカへ移し、1997年からはFOXのコメディ番組『マッドTV!』へ出演して一気に知名度が上がった。同番組では第42代アメリカ大統領ビル・クリントンなどの物真似を披露したほか、様々な役柄を演じて番組に貢献している。
2002年に同番組を卒業してからは、テレビドラマや映画などを中心に俳優としての活動を継続させ、ロン・リビングストン主演のテレビシリーズ『ラウダ―ミルクの人生やり直し手伝います』ではレギュラーキャストとしてリビングストン演じる主人公の同居人役を好演した。声優としても活動しており、人気アニメシリーズの『ファミリー・ガイ』や、日本のアニメ『遊☆戯☆王ARC-V』の英語版の吹替えにも参加している。
1930年代以降にアメリカで愛された短編映画『三ばか大将』のリメイクとして製作された2012年のコメディ映画『新・三バカ大将 ザ・ムービー』では、メインキャラクターの一人であるカーリーをコミカルに演じた。近年ではソーシャルメディアのVineを通じて物真似動画なども披露しており、幅広い層に支持されている。

## 出演作品

### 映画
- スキー・スクール2 Ski School 2 (1994)
- アーネスト、学校へ行く Ernest Goes to School (1994)
- 俺は飛ばし屋/プロゴルファー・ギル Happy Gilmore (1996)
- 奇跡の旅2/サンフランシスコの大冒険 Homeward Bound II: Lost in San Francisco (1996)
- ドクター・フー Doctor Who (1996) ※テレビ映画
- ビバリーヒルズ・ニンジャ Beverly Hills Ninja (1997)
- ゴースト・ブラザー/天国から来たヒーロー The Sixth Man (1997)
- ブラウンズ・レクイエム Brown's Requiem (1998)
- わたしが美しくなった100の秘密 Drop Dead Gorgeous (1999)
- ドッグ・ショウ! Best in Show (2000)
- 恋のおかたづけしましョ! Bad Boy (2002)
- サウスランド・テイルズ Southland Tales (2006)
- ロード・トリップ パパは誰にも止められない! College Road Trip (2008)
- かぞくはじめました Life as We Know It (2010)
- For Christ's Sake (2010)
- The Legend of Awesomest Maximus (2011)
- Division III: Football's Finest (2011)
- 新・三バカ大将 ザ・ムービー The Three Stooges (2012)
- ムービー43 Movie 43 (2013)
- ラッセル 奇跡の始まり Russell Madness (2015) ※声の出演
- A Miracle on Christmas Lake (2016)
- オレの獲物はビンラディン Army of One (2016)
- The Female Brain (2017)
- Killing Hasselhoff (2017)
- だめんず・コップ2 Super Troopers 2 (2018)
- The Grizzlies (2018)
- Henchmen (2018) ※声の出演
- クロース Klaus (2019) ※声の出演

### テレビドラマ
- Neon Rider (1991)
- ベルエアのフレッシュプリンス The Fresh Prince of Bel-Air (1993)
- Madison (1993, 1997)
- スライダーズ Sliders (1995-1996)
- マッドTV! MADtv (1997-2016)
- Xファイル X-File (2000)
- アントラージュ★オレたちのハリウッド Entourage (2007)
- CSI:科学捜査班 CSI: Crime Scene Investigation (2007)
- ホームタウン 〜僕らの再会〜 October Road (2007)
- ママと恋に落ちるまで How I Met Your Mother (2008, 2012)
- チャーリー・シーンのハーパー★ボーイズ Two and a Half Men (2009)
- チルドレンズホスピタル Childrens Hospital (2010, 2016)
- Drunk History (2013)
- The League (2013)
- JUSTIFIED 俺の正義 Justified (2014)
- Anger Management (2014)
- Hot in Cleveland (2014, 2015)
- モダン・ファミリー Modern Family (2014, 2017)
- Key and Peele (2015)
- シェイムレス 俺たちに恥はない Shameless (2016)
- ラリーのミッドライフ★クライシス Curb Your Enthusiasm (2017)
- Kevin (Probably) Saves the World (2017-2018)
- ラウダーミルクの人生のやり直し手伝います Loudermilk (2017-2018)
- LAW & ORDER:性犯罪特捜班 Law & Order: Special Victims Unit (2018)
- Hawaii Five-0 Hawaii Five-0 (2018)
- グレイズ・アナトミー 恋の解剖学 Grey's Anatomy (2018, 2019)
- ヤング・シェルドン Young Sheldon (2022-)

### テレビアニメ
- ファミリー・ガイ Family Guy (1999 - 2017)
- リロ・アンド・スティッチ ザ・シリーズ Lilo & Stitch: The Series (2005)
- Glenn Martin DDS (2009)
- ザ・クリーヴランド・ショウ The Cleveland Show (2009, 2010)
- 遊☆戯☆王ARC-V Yu-Gi-Oh! Arc-V (2014) ※英語吹替え
- ロボット・チキン Robot Chicken (2015)